# キウム・ヒーローズ
キウム・ヒーローズ（韓国語:키움 히어로즈、英語:Kiwoom Heroes）は、KBOリーグに所属する大韓民国のプロ野球チームである。縁故地（ホームタウン）はソウル特別市。2008年に創設された。

## 概要
2008年シーズン開幕を前にし、現代ユニコーンズの解散に合わせて創設されたチームである。既存の韓国のプロ野球チームとは異なり、経営母体がネーミングライツで「ヒーローズ」の前につけるメインスポンサーの企業と契約している。現在のメインスポンサーは2019年よりキウム証券で、過去に2度のメインスポンサー交代があった。
2008年2月、センテニアルインベストメントが球団を創設することを発表し、同月に韓国の民間タバコ会社であるウリ・タバコが3年300億ウォンで命名権を取得し、3年間「ウリ・ヒーローズ」（우리 히어로즈）の名で活動することになった。しかし、シーズン中にウリ・タバコがメインスポンサーの権利を放棄すると宣言し、同年8月下旬にウリ・タバコの要請により、チーム名から「ウリ」の名を外し、他のメインスポンサーを探すまで「ヒーローズ」の名称で活動していた。2010年2月8日、ネクセンタイヤと2010年から2年間のメインスポンサー契約を結び、チーム名を「ネクセン・ヒーローズ」に変更（その後、2012年から2年間、2014年から2年間、2016年から3年間スポンサー契約を延長）。2019年よりキウム証券がメインスポンサーとなり、球団名を「キウム・ヒーローズ」に変更した（スポンサー契約は2028年まで）。
2008年の球団創設から2015年までは木洞野球場を本拠地としていた。球場の都合上、ホームベンチは3塁側となっていた。2016年から韓国初のドーム球場である高尺スカイドームに移転し、ホームベンチは1塁側となっている。
2010年より2軍は全羅南道康津郡にある野球専用の合宿施設を利用してきた。しかし、本拠地のソウル特別市から300km以上離れていたため、2014年よりソウル首都圏の京畿道華城市に拠点を移した。また、同時に2軍チームの名称を華城ヒーローズ（ファソン・ヒーローズ、화성 히어로즈）に変更した。これにより、ヒーローズは1軍と2軍の名称を異にする最初の韓国プロ野球のチームとなった。2019年、京畿道高陽市の高陽国家代表グラウンドに移転し高陽ヒーローズ（コヤン・ヒーローズ、고양 히어로즈）に改称して活動している。
球団事務所は高尺スカイドーム内に所在。

## 歴史

### 現代の解散
現代ユニコーンズは1998年以降4度の韓国シリーズ優勝の華麗な実績を誇っていたが、親会社の現代グループはグループの分割相続による規模の縮小および経営不振に苦しんで球団を経営する余力を失いつつあった。それでも、当時のオーナーであった鄭夢憲（チョン・モンホン）現代グループ会長が球団経営の意欲を持って球団を保持し続けた。しかし、2003年8月鄭夢憲オーナーが経営不振のプレッシャーに耐えきれず投身自殺したことで、グループ内部で球団を顧みるものがなくなり、系列分離された元現代グループ所属の傍系企業の支援で延命する状態に陥った。そこで、現代グループは2005年5月、球団売却交渉を韓国野球委員会（KBO）に要請した。しかし、農協との交渉が明らかになった2007年1月以降3度の売却交渉に失敗して、そのまま球団の空中分解および韓国プロ野球のリーグ縮小に発展しかねない事態に陥った。
そこに、2008年1月30日、外資系投資会社のセンテニアルインベストメントが、KBOに加入金120億ウォンを支払い、スポンサーを募集し球団名を売却するネーミングライツ方式によって、現代ユニコーンズに代わる新球団を創設することとなった。選手構成の面から見て、事実上現代ユニコーンズを引き受けているが、ユニコーンズの親会社であるハイニックス半導体に支払う売却代金を省くためと、同時に2007年KBOが資金難に陥っていた現代に融資した131億ウォンの負債を返済する義務を負わずに済ませるため、一旦同球団を解散させてから新球団を設立する形を取った。これで、公式的に球団そのものは継承されていないことになり、三美スーパースターズ時代から累積された現代ユニコーンズの各種球団通算記録も、2007年シーズン限りで現代の解散とともに途切れることになった。
現代の選手の保有権は既存球団の合意によって新球団に譲渡されることとなって、これによって新球団は現代所属選手への優先交渉権を確保した。しかし、2008年2月4日にセンテニアル社はメインスポンサー決定より先に、新球団の新監督にLGツインズなどで監督経験のある李廣煥（イ・グァンファン）やその他のコーチを任命し、危機的状況を選手とともに過ごした現代の金始眞（キム・シジン）監督は1年余りで監督の座を追われた。金始眞監督には新球団のコーチの座を用意していたが、彼に従ったユニコーンズ出身のコーチ陣は受け入れられないことになったので、金始眞もコーチ職就任を辞退した。また、センテニアル社は現代の選手、コーチ陣、フロントの職員などの全員雇用を保証しなかったため、現代の選手は新球団との契約を拒否する姿勢を見せた。
だが、韓国野球委員会の仲裁などにより現代の選手は全員新球団で雇用されることとなったため、2月14日から李廣煥監督らの指揮の下、海外キャンプが中止となった元現代の選手たちは済州島でキャンプに入った。また現代のコーチ陣も8名が新球団へ移籍したが、金始眞元監督はKBOの役職に就いた。

### 新球団の誕生
2月19日にはKBO理事会で正式にセンテニアル社の新球団加入が認められた。2月21日にはセンテニアル社が新球団のメインスポンサーが、韓国初の完全民間資本によるタバコ会社「ウリ・タバコ」になったと発表し、28日には新球団の名称が「ウリ・ヒーローズ」に決定した。ウリ・タバコはセンテニアル社と2008年から2010年までの3年間、総額300億ウォンでスポンサー契約を結んだ。これによってウリ・ヒーローズは2008年シーズンから、現代ユニコーンズに代わって韓国プロ野球に参加することとなった。本拠地はソウル市南西部の木洞野球場となった。
財閥系の大企業が出資して球団を経営し、大幅な赤字が当然とされてきた従来の韓国プロ野球と違い、黒字経営を目指すため韓国プロスポーツ史上初となるネーミングライツによる経営方式が注目されている。しかし2008年6月末まで支払うべきだったKBOへの加入金120億ウォンの一部24億ウォンの支払いを先延ばししようとした。
その背景としては、メインスポンサーのウリ・タバコが経営不振などによりスポンサー料を払わなかったことがある。そして同社は、球団の相次ぐトラブルが企業イメージ低下につながったとして、2008年7月上旬メインスポンサーの権利を放棄すると宣言し、その後加入金未払い騒動などにより企業イメージの低下が甚だしいため、KBOへ企業名の球団名への使用禁止を求めた。それを受けて翌8月下旬からチーム名はスポンサー名のつかない「ヒーローズ」となった。

### ヒーローズ、メインスポンサー撤退による財政難
初年度となった2008年シーズンは、最終年度の2007年は6位だった現代をほぼそのまま受け継ぎさしたる補強もしなかったため、序盤のうちに上位争いから脱落しLGツインズと最下位争いを続け、7位に終わった。また2008年10月、現代ユニコーンズ最後の監督だった金始眞が新監督に就任し、巻き返しを図ることになった。一方で新メインスポンサーが見つからないため資金難は解消されず、翌11月主力投手の張洹三（チャン・ウォンサム）をサムスン・ライオンズへ、現金30億ウォンに無名の選手1名をつけてもらってトレードしようとした。だがこのトレードは他球団からの反対が強く、KBOによって規約違反であるとされ無効となった。
2年目となった2009年シーズンは、終盤までポストシーズン進出をかけた4位争いに加わったが、最後は力尽き6位に終わった。
ヒーローズは2009年12月末までの支払期限だったKBOへの加入金120億ウォンを完納することになっていた。だが同月に支払うことになっていた36億ウォンのうち、15億ウォンずつを以前から補償金を求めていたソウルを本拠地とする斗山とLGに直接入金し、KBOへは6億ウォンしか支払わなかった。またメインスポンサーが見つからないための資金難からか、主力外野手の李宅根（イ・テックン）を、無名選手2名と25億ウォンという多額の金銭でLGへトレードしようとしたが、KBOからの承認は保留とされた。12月30日、KBOは加入金未納の問題を解決し、李宅根、張洹三、李賢承（イ・ヒョンスン）の3名の主力選手が相手球団の選手と金銭と引き換えに、他球団へトレードされることも承認された（このうち李宅根は2011年シーズンオフにフリーエージェントとなってヒーローズに復帰した）。

### ネクセン・ヒーローズ時代

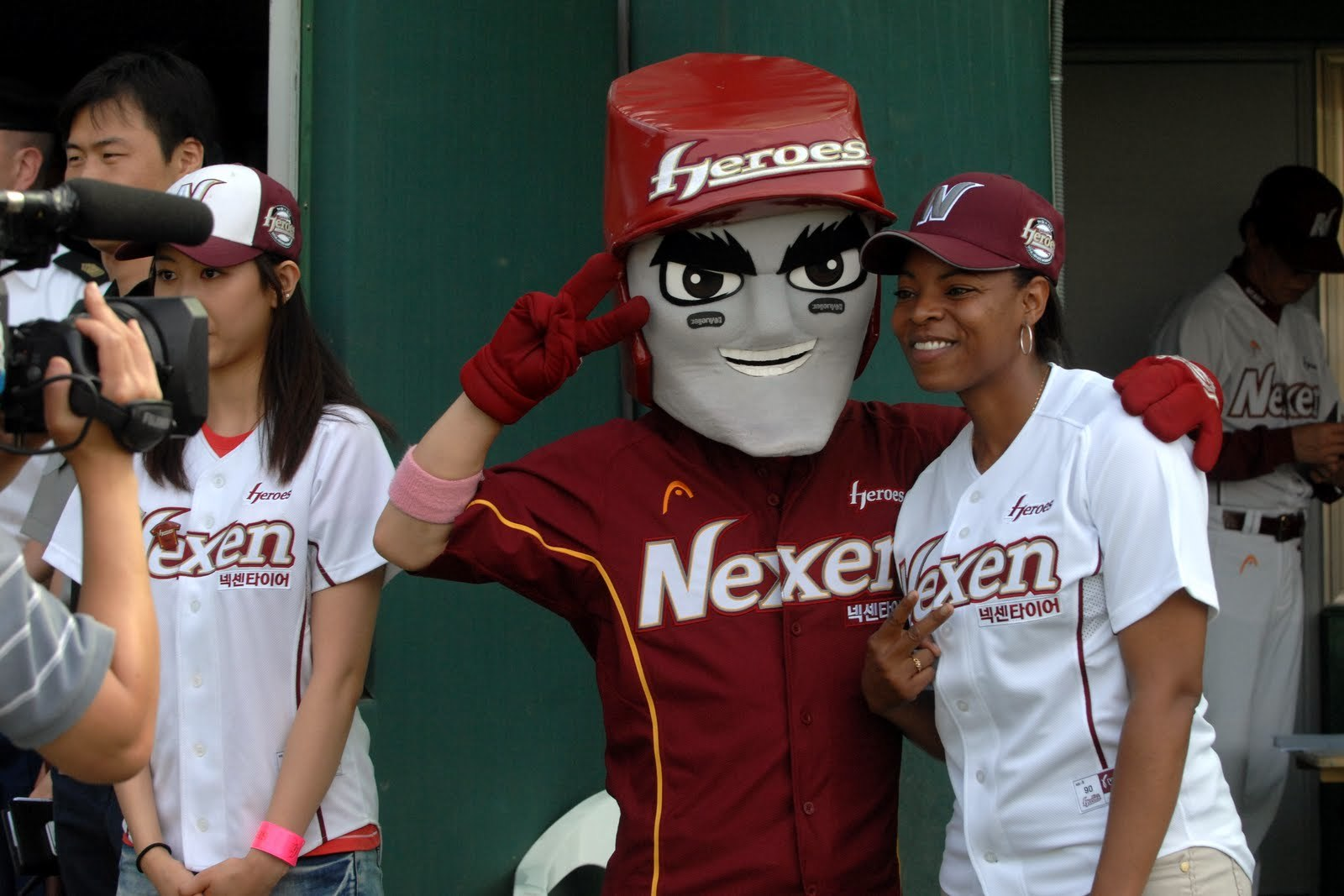
球団マスコットのトクトリ

2010年2月、新メインスポンサーとしてハンコックタイヤ、クムホタイヤに次ぐ韓国3位のタイヤメーカーであるネクセンタイヤと2年間の契約を結び、チーム名は「ネクセン・ヒーローズ」に変更された。開幕前の3月には馬一英をハンファに、7月には黄載鈞をロッテにトレードするなど前年オフからの戦力流出に歯止めがかからず、ハンファとの最下位争いを繰り広げ、2010年は7位となった。
2010年12月高源浚をロッテへ、2011年7月宋臣永、金聖賢をLGへトレードに出すなど体質は変わらず、2011年シーズンは球団史上初の最下位となった。2011年までとなっていたネクセンタイヤとのメインスポンサー契約は、2012年から2年間延長された。
2012年は前半戦こそ上位争いを続けたが後半失速したことで、シーズン途中の9月17日、金始眞監督の解任が発表され、残り試合は金性甲監督代行が指揮を執り、6位で終えた。2012年10月10日、廉京燁監督が就任した。2013年はレギュラーシーズン3位で初めてポストシーズンへ進出したが、準プレーオフで斗山ベアーズに敗れた。
2014年よりファームシステム構築・運営のノウハウや、セイバーメトリクスなどを用いた選手分析システムといった技術を学ぶためボストン・レッドソックスと戦略的パートナーシップを結んだ。レッドソックス初のアジア球団との提携である同年は初となるレギュラーシーズン2位で終え、2年連続進出のポストシーズンはプレーオフから出場し、LGツインズに勝利し初めて韓国シリーズに進出したが、サムスン・ライオンズに敗れた。2015年はレギュラーシーズン4位で、3年連続ポストシーズンに進出。5位SKワイバーンズとのワイルドカード決定戦に勝利するも、3位斗山ベアーズとの準プレーオフで敗退した。
本拠地を高尺スカイドームへ移した2016年はレギュラーシーズン3位で、4年連続ポストシーズン進出を果たすも、準プレーオフでLGツインズに敗れ、廉京燁監督は辞任し張正錫監督が就任した。2017年は7位で5年ぶりにポストシーズンへ進出できなかった。2018年はレギュラーシーズン4位でポストシーズンへ進出し、起亜タイガースとのワイルドカード決定戦、ハンファ・イーグルスとの準プレーオフを勝ち抜きプレーオフに進出したが、SKとのプレーオフで敗退した。

### キウム・ヒーローズ時代
2018年11月6日、ネクセンタイヤに代わり、キウム証券と2019年から2023年までの5年間、年間100億ウォンでメインスポンサー契約を締結したことを発表した。2019年1月15日に行われた球団の出陣式にて新チーム名である「キウム・ヒーローズ」、並びに球団ロゴやユニフォームなどを発表した。同年はレギュラーシーズン3位でLGとの準プレーオフ、SKとのプレーオフに勝利し5年ぶりに韓国シリーズへ進出したが、斗山に敗れた。
2019年11月、孫奕監督が就任したが、2020年10月8日に辞任した。2020年シーズンの残り試合は金昌鉉監督代行が指揮し、レギュラーシーズン5位で3年連続ポストシーズンに出場するもワイルドカード決定戦でLGに敗れた。
2021年1月、洪源基監督が就任した。同年は2020年と同様にレギュラーシーズン5位で4年連続ポストシーズンに出場するも斗山に敗れ、2年連続でワイルドカード決定戦で敗退となった。2022年はレギュラーシーズン3位で5年連続ポストシーズンに出場、準プレーオフでKTウィズ、プレーオフでLGに勝利し3年ぶりに韓国シリーズへ進出するが、SSGランダースに敗れた。2023年はネクセン時代の2011年以来となる最下位、初の10位だった。2024年は2年連続最下位だった。2025年7月14日、洪源基監督が解任され、二軍監督だった薛鍾真が監督代行となった。

## 歴代監督
- 李廣煥（イ・グァンファン、2008年）
- 金始眞（キム・シジン、2009年 - 2012年9月17日）
- 金性甲（キム・ソンガプ、2012年9月18日 -10月5日）※ 監督代行
- 廉京燁（ヨム・ギョンヨプ、2013年 -　2016年）
- 張正錫（チャン・ジョンソク、2017年 -　2019年）
- 孫奕（ソン・ヒョク、2020年）
- 洪源基（ホン・ウォンギ、2021年 - 2025年7月14日）
- 薛鍾鎮（ソル・ジョンジン、2025年7月15日 - ）※ 監督代行

## 在籍選手

### 首脳陣

#### 一軍
| 背番号 | 名前   | 読み               | 役職             |
| ------ | ------ | ------------------ | ---------------- |
| 81     | 薛鍾鎮 | ソル・ジョンジン   | 監督代行         |
| 90     | 朴正音 | パク・チョンウム   | 作戦兼走塁コーチ |
| 88     | 李丞鎬 | イ・スンホ         | 投手コーチ       |
| 72     | 金泰完 | キム・テワン       | 打撃コーチ       |
| 74     | 文燦宗 | ムン・チャンジョン | 守備コーチ       |
| 76     | 金俊完 | キム・ジュンワン   | 外野守備コーチ   |
| 89     | 朴度炫 | パク・トヒョン     | バッテリーコーチ |
| 78     | 盧炳娯 | ノ・ビョンオ       | ブルペンコーチ   |
| 15     | 李容圭 | イ・ヨンギュ       | 選手兼コーチ     |

#### 二軍
| 背番号 | 名前   | 読み             | 役職                 |
| ------ | ------ | ---------------- | -------------------- |
| 73     | 呉潤   | オ・ユン         | 監督代行兼打撃コーチ |
| 171    | 朴乗駐 | パク・スンジュ   | 投手コーチ           |
| 186    | 張英錫 | チャン・ヨンソク | 守備コーチ           |
| 177    | 李丙珪 | イ・ビョンギュ   | 外野守備走塁コーチ   |
| 170    | 金東佑 | キム・ドンウ     | バッテリーコーチ     |

#### 残留軍
| 背番号 | 名前   | 読み           | 役職       |
| ------ | ------ | -------------- | ---------- |
| 未定   | 任奎彬 | イム・ギュビン | 投手コーチ |

### 投手
| 背番号 | 選手名               | 読み                 | 投 | 打 | 備考                                                         |
| ------ | -------------------- | -------------------- | -- | -- | ------------------------------------------------------------ |
| 00     | 呉相沅               | オ・サンウォン       | 右 | 右 | 39から背番号変更 育成選手                                    |
| 0      | 朴柱盛               | パク・チュソン       | 右 | 右 | 兵役から復帰                                                 |
| 8      | 金聖民               | キム・ソンミン       | 左 | 左 |                                                              |
| 11     | 李康俊               | イ・ガンジュン       | 右 | 右 | 兵役から復帰 37から背番号変更                                |
| 13     | 丁炫瑀               | チョン・ヒョンウ     | 左 | 左 | 2025年新人ドラフト1巡目                                      |
| 18     | 長必峻               | チャン・ピルチュン   | 右 | 右 | サムスンから移籍                                             |
| 19     | 金潤何               | キム・ユンハ         | 右 | 右 |                                                              |
| 20     | 曺永健               | チョ・ヨンゴン       | 右 | 右 |                                                              |
| 21     | 李俊雨               | イ・ジュンウ         | 右 | 右 | 新入団 育成選手から追加登録 101から背番号変更                |
| 30     | 朱勝優               | チュ・スンウ         | 右 | 右 |                                                              |
| 31     | 呉析洲               | オ・ソクジュ         | 右 | 右 |                                                              |
| 35     | 朴狁星               | パク・ユンソン       | 右 | 右 | 00から背番号変更                                             |
| 37     | 孫ヒムチャン         | ソン・ヒムチャン     | 右 | 右 | 新入団 育成選手から追加登録 100から背番号変更                |
| 40     | 李テジュン           | イ・テジュン         | 右 | 右 | 01から背番号変更 「李玗弦（イ・ウヒョン）」から改名 育成選手 |
| 42     | C.C.メルセデス       |                      | 左 | 両 | 新外国人                                                     |
| 43     | 曺晟熏               | チョ・ソンフン       | 右 | 右 | 100から背番号変更 育成選手                                   |
| 45     | 朴陞祜               | パク・ボムジュン     | 右 | 左 |                                                              |
| 46     | 元鐘玄               | ウォン・ジョンヒョン | 右 | 右 |                                                              |
| 49     | 金善起               | キム・ソンギ         | 右 | 右 |                                                              |
| 50     | 河映敃               | ハ・ヨンミン         | 右 | 右 |                                                              |
| 54     | ラウル・アルカンタラ |                      | 右 | 右 | KBO復帰                                                      |
| 55     | 梁志聿               | ヤン・ジユル         | 右 | 右 |                                                              |
| 59     | 金序俊               | キム・ソジュン       | 右 | 左 | 2025年新人ドラフト1巡目補足指名                              |
| 62     | 全俊杓               | チョン・ジュンピョ   | 右 | 右 |                                                              |
| 63     | 孫玄基               | ソン・ヒョンギ       | 左 | 左 |                                                              |
| 66     | 李承鎬               | イ・スンホ           | 左 | 左 | 兵役から復帰 育成選手                                        |
| 67     | 金仁凡               | キム・インボム       | 右 | 右 |                                                              |
| 68     | 金衍柱               | キム・ヨンジュ       | 右 | 右 |                                                              |
| 69     | 金柱勲               | キム・ジュフン       | 左 | 左 | 02から背番号変更 育成選手                                    |
| 77     | 鄭世映               | チョン・セヨン       | 左 | 左 | 2025年新人ドラフト8巡目 育成選手から追加登録                 |
| 80     | 朴升浩               | パク・スンホ         | 右 | 右 | 05から背番号変更 育成選手                                    |
| 82     | 林璡默               | イム・ジンモク       | 右 | 右 | 2025年新人ドラフト9巡目 育成選手から追加登録                 |
| 83     | 呉慧晟               | オ・ヘソン           | 右 | 右 | 2025年新人ドラフト10巡目 育成選手                            |
| 84     | 白晋守               | ペク・チンス         | 右 | 右 | 105から背番号変更 育成選手                                   |
| 85     | 鄭東峻               | チョン・ドンジュン   | 右 | 右 | 2025年新人ドラフト11巡目 育成選手                            |
| 94     | 朴正勲               | パク・ジョンフン     | 左 | 左 | 2025年新人ドラフト3巡目補足指名                              |
| 95     | 尹惜源               | ユン・ソクウォン     | 左 | 左 | 育成選手から追加登録                                         |
| 96     | 尹鉉                 | ユン・ヒョン         | 右 | 右 | 2025年新人ドラフト4巡目                                      |
| 99     | 金東奎               | キム・ドンギュ       | 右 | 右 | 43から背番号変更                                             |
| 100    | 金星眞               | キム・ソンジン       | 右 | 左 | 兵役から復帰 育成選手                                        |
| 101    | 宋井引               | ソン・ジョンイン     | 右 | 右 | 兵役から復帰 育成選手                                        |
| 102    | 李宇錫               | イ・ウソク           | 右 | 右 | NCから移籍 育成選手                                          |
| 104    | 韓旼右               | ハン・ミンウ         | 左 | 左 | KBO復帰 育成選手                                             |
|        | 安佑鎮               | アン・ウジン         | 右 | 右 | 軍保留選手                                                   |
|        | 金在雄               | キム・ジェウン       | 左 | 左 | 軍保留選手                                                   |
|        | 李明鍾               | イ・ミョンジョン     | 右 | 右 | 軍保留選手                                                   |
|        | 金埈亨               | キム・ジュンヒョン   | 右 | 右 | 軍保留選手                                                   |
|        | 金東昱               | キム・ドンウク       | 右 | 右 | 軍保留選手                                                   |
|        | 金東爀               | キム・ドンヒョク     | 右 | 右 | 軍保留選手                                                   |
|        | 李鍾旼               | イ・ジョンミン       | 左 | 左 | 軍保留選手                                                   |
|        | 朱勝彬               | チュ・スンビン       | 左 | 左 | 軍保留選手 育成選手                                          |

### 捕手
| 背番号 | 選手名 | 読み               | 投 | 打 | 備考                      |
| ------ | ------ | ------------------ | -- | -- | ------------------------- |
| 12     | 金乾𠘕 | キム・ゴンヒ       | 右 | 右 |                           |
| 32     | 金載顯 | キム・ジェヒョン   | 右 | 右 |                           |
| 47     | 金東憲 | キム・ドンホン     | 右 | 右 | 22から背番号変更          |
| 56     | 朴聖彬 | パク・ソンビン     | 右 | 右 | 64から背番号変更          |
| 65     | 金智晟 | キム・ジソン       | 右 | 右 | 97から背番号変更 育成選手 |
| 75     | 朴俊炯 | パク・チュンヒョン | 右 | 右 | 96から背番号変更 育成選手 |
| 103    | 金俐矸 | キム・リアン       | 右 | 右 | 兵役から復帰 育成選手     |
|        | 金時仰 | キム・シアン       | 右 | 右 | 軍保留選手                |

### 内野手
| 背番号 | 選手名 | 読み               | 投 | 打 | 備考                                         |
| ------ | ------ | ------------------ | -- | -- | -------------------------------------------- |
| 1      | 金太珍 | キム・テジン       | 右 | 左 |                                              |
| 5      | 李載象 | イ・ジェサン       | 右 | 右 |                                              |
| 10     | 金熊斌 | キム・ウンビン     | 右 | 左 |                                              |
| 17     | 李沅錫 | イ・ウォンソク     | 右 | 右 |                                              |
| 23     | 金丙輝 | キム・ビョンフイ   | 右 | 右 | 0から背番号変更                              |
| 24     | 宋成文 | ソン・ソンムン     | 右 | 左 |                                              |
| 27     | 姜眞成 | カン・ジンソン     | 右 | 右 | SSGから移籍                                  |
| 34     | 李明起 | イ・ミョンギ       | 右 | 右 | 育成選手                                     |
| 39     | 廉承沅 | ヨム・スンウォン   | 右 | 左 | 2025年新人ドラフト2巡目 育成選手から追加登録 |
| 44     | 高永宇 | コ・ヨンウ         | 右 | 右 |                                              |
| 53     | 崔周煥 | チェ・ジュファン   | 右 | 右 |                                              |
| 58     | 李柱亨 | イ・ジュヒョン     | 左 | 左 | 兵役から復帰                                 |
| 60     | 呉先鎭 | オ・ソンジン       | 右 | 右 | ロッテから移籍                               |
| 64     | 梁京植 | ヤン・ギョンシク   | 右 | 左 | 兵役から復帰 育成選手                        |
| 70     | 瀁泫踪 | ヤン・ヒョンジョン | 右 | 右 | 2025年新人ドラフト6巡目                      |
| 86     | 宋知厚 | ソン・ジフ         | 右 | 右 | 94から背番号変更 育成選手から追加登録        |
| 91     | 沈輝潤 | シム・フィユン     | 右 | 右 | 4から背番号変更 育成選手                     |
| 92     | 魚竣棲 | オ・ジュンソ       | 右 | 左 | 2025年新人ドラフト3巡目                      |
| 93     | 呂東煜 | ヨ・ドンウク       | 右 | 右 | 2025年新人ドラフト3巡目補足指名              |
| 97     | 田太鉉 | チョン・テヒョン   | 右 | 左 | 2025年新人ドラフト5巡目                      |
| 98     | 徐愉迅 | ソ・ユシン         | 右 | 右 |                                              |
|        | 李昇沅 | イ・スンウォン     | 右 | 右 | 軍保留選手                                   |

### 外野手
| 背番号 | 選手名               | 読み               | 投 | 打 | 備考                      |
| ------ | -------------------- | ------------------ | -- | -- | ------------------------- |
| 2      | 李主形               | イ・ジュヒョン     | 右 | 左 |                           |
| 4      | ルーベン・カーデナス |                    | 右 | 右 | KBO復帰                   |
| 6      | 林秉昱               | イム・ビョンウク   | 右 | 左 | 35から背番号変更          |
| 9      | 卞相権               | ピョン・サングォン | 右 | 左 | 56から背番号変更          |
| 14     | 朴洙椶               | パク・スジョン     | 右 | 右 |                           |
| 15     | 李容圭               | イ・ヨンギュ       | 左 | 左 |                           |
| 25     | 朱成元               | チュ・ソンウォン   | 右 | 右 |                           |
| 29     | 林祉閲               | イム・ジヨル       | 右 | 右 |                           |
| 33     | 元晟準               | ウォン・ソンジュン | 右 | 左 |                           |
| 36     | 李炯宗               | イ・ヒョンジョン   | 右 | 右 |                           |
| 38     | 金東燁               | キム・ドンヨプ     | 右 | 右 | サムスンから移籍          |
| 57     | 朴株洪               | パク・チュホン     | 左 | 左 |                           |
| 71     | 権爀頻               | クォン・ヒョクビン | 右 | 右 | 2025年新人ドラフト7巡目   |
| 79     | 朴彩鬱               | パク・チェウル     | 右 | 右 | 03から背番号変更 育成選手 |
|        | 朴燦爀               | パク・チャンヒョク | 右 | 右 | 軍保留選手                |
|        | 張栽栄               | チャン・ジェヨン   | 右 | 右 | 軍保留選手                |

## 在籍した主な選手及びコーチングスタッフ

### 選手
鄭成勲（チョン・ソンフン、2008）
現代在籍時からサードのレギュラーとして活躍。フリー・エージェント宣言を通して2008年オフLGツインズに移籍。2006年WBC韓国代表の予備エントリーメンバーだったが、1次ラウンドの台湾戦で金東柱が試合中に負傷退場し、その代役として抜擢された。
高津臣吾（2008）
元東京ヤクルトスワローズ。球団史上初の日本人選手。2008年シーズン途中に入団し、約3ヶ月間活躍した。チームの低迷のためセーブ機会がなかなか回ってこなかったが、1勝0敗8セーブ、防御率0.86と成績を残した。しかし、シーズン後球団は打線の補強のために外野手のダグ・クラークと契約したため、1球団2人までの外国人枠の関係で退団となった。
金東洙（キム・ドンス、2008-2009）
移籍するまでに、LG、三星、SK、現代の4球団を渡り歩き、満40歳まで現役を続けたベテラン捕手。2009年シーズンには宋津宇に次いで韓国プロ野球史上2番目、野手としては初の実働20年を記録した選手となった。2009年からコーチ兼任となり、この年限りで現役を引退し一軍バッテリーコーチに就任した。
田埈昊（チョン・ジュンホ、2008-2009）
ロッテ、現代時代に計3度の盗塁王に輝いた外野手。2008年6月7日、韓国プロ野球史上初の2000試合出場を記録。また、同年9月11日は個人通算2000本安打も記録（2人目）して、史上初の2000試合出場、2000本安打を記録。2019年シーズン終了現在、韓国プロ野球個人通算最多盗塁(550)および最多三塁打(100)記録保持者。2009年は試合中の骨折により長期離脱し、1991年のプロデビュー以来となる連続2ケタ盗塁の記録も18年で途切れ、同年限りでヒーローズを自由契約となり現役を引退。SKの一軍走塁コーチに就任し、2011年はアメリカのサンディエゴ・パドレスでコーチ研修を受け、2012年よりNCの作戦走塁コーチに就任した。
クリフ・ブランボー（2008-2009）
元オリックス・バファローズ。2003年から04年まで現代に在籍、04年には首位打者となる活躍でチームの韓国シリーズ2連覇に貢献。2005年から06年までオリックスでプレーした後、2007年現代に復帰、移籍後も主に指名打者として活躍し、2009年まで4番を任された。なお、韓国では発音上、プルムバと呼ばれる。
張洹三（チャン・ウォンサム、2008-2009）
北京五輪野球韓国代表の左腕投手。2008年シーズン後、現金30億ウォンと無名の投手を代償にサムスンにトレードされた。しかし、チームの創設の前提のひとつであった「創設から5年間は選手を金銭トレードで出さない」という約束を破ったとして、韓国野球委員会からトレードが承認されなかったので、ウリに戻された。コミッショナーの裁定によってトレードが取り消されたのは初めての出来事である。だがその1年後の2009年12月、サムスンへとトレードされた。2009年第2回WBCでも韓国代表にも選ばれ、2次ラウンド順位決定戦の日本戦に先発した。
馬一英（マ・イリョン、2008-2010）
球団創設当時、投手ローテーションの一角として働いた左腕投手。2009年のWBCのエントリー候補。
1999年の2次ドラフトで解散直前のサンバンウルに指名されたが、入団直後現代にトレードされた。当時経営難に陥ったレイダーズの立場を利用して、現代が金銭トレードを条件に上位指名権を持っていたサンバンウル側に彼を指名してもらったのが実情である。韓国プロ野球ではドラフトの指名権のトレードは認められていなかったが、指名して入団させた新人のトレードを制限するルールがなかったため、このように変則的な形を通して事実上のドラフトの上位指名権のトレードを行った。この件は、当時韓国プロ野球で論議の対象になり、以後このような形のトレードは認められないことになった。2010年3月、3億ウォンの金銭と馬正吉との交換トレードでハンファに移籍した。
黄載鈞（ファン・ジェギュン、2008-2010）
1987年生まれのチーム期待の若手として、主にサードを守り、同年生まれの姜正浩（カン・ジョンホ）と三遊間を組んでいた。しかし2010年シーズン途中、成績不振によりロッテにトレードされた。
ダグ・クラーク（2009-2010）
AAA通算48発の助っ人。アメリカ出身。2008年はハンファでプレー。2009年ヒーローズに入団すると、外国人選手として史上初となる2年連続20本塁打、20盗塁を記録した。投手不足のチーム事情により、シーズン途中の2010年7月に退団（代役はクリストファー・ニコースキー）。
趙容浚（チョ・ヨンジュン、2009-2010）
現代時代は独特の握りから繰り出すスライダーを武器に抑えとして活躍。2002年に新人王を受賞し、2004年韓国シリーズでは7試合に登板して3セーブでMVPを獲得。しかし、最近は肘の故障で出番が減り、2006年から一軍登板がないまま現代ユニコーンズ解散を迎えた。2008年シーズン前、保有権がヒーローズに渡された時、現代時代と比べて大幅の削減された年俸提示に反発してヒーローズと契約せずに、任意引退の身分として2008年シーズンをリハビリに費やした。2008年シーズン終了後、ヒーローズに現役復帰。2009年シーズンには4年ぶりの一軍登板を果たしたが、2010年は故障で1試合も登板できず、同年限りで自由契約となった。
エイドリアン・バーンサイド（2010）
オーストラリア出身。元読売ジャイアンツ。2010年ヒーローズに在籍し10勝をあげたが、不安定な投球内容により1年で退団した。
クリストファー・ニコースキー（2010）
元福岡ソフトバンクホークス。2009年はSK、斗山でプレー。2010年7月ネクセンと契約したが、1勝どまりで同年限りで退団。
高源浚（コ・ウォンジュン、2009-2010）
プロ2年目の2010年に1軍で先発ローテーションに定着し5勝をあげたが、オフに李政勳などとのトレードでロッテへ移籍。
金聖賢（キム・ソンヒョン、2008-2011）
2008年、プロ1年目から1軍で起用され、2010年7勝し主力投手に成長。2011年7月31日、宋臣永とともにLGへトレードで移籍。2012年シーズン開幕前の3月、プロスポーツ界を騒がせた勝負操作事件に荷担したとしてLGを解雇され、4月有罪判決が下り韓国野球委員会(KBO)から永久失格処分を受けた。
李崇勇（イ・スンヨン、2008-2011）
太平洋ドルフィンズ時代からの最後の生き残りの選手だった。他球団の一塁手と比較すると長打力不足だがそれを堅実な打撃で補い、確かな守備技術とを武器に久しく攻守両面でチームを支えた。自らの身体の衰えを悟り、チーム事情も考慮し2011年限りで現役を引退。2012年より野球解説者として活動。2014年よりKTのコーチに就任。
朴準洙（パク・チュンス、2008-2011）
現代末期に抑えとして活躍。故障で2009年は任意脱退選手扱いを受けていたが、2010年は中継ぎとして復活。だが2011年限りで自由契約となり、2012年から起亜へ移籍したが同年限りで引退。
黄斗聖（ファン・ドゥソン、2008-2011）
現代末期に1軍定着。ヒーローズでは先発にリリーフに活躍。2010年以降1軍登板がなく、2011年限りで現役引退。2012年よりサムスンの2軍コーチ。2014年には読売ジャイアンツでトレーニングコーチの研修を受けた。
金守経（キム・スギョン、2008-2012）
1998年の入団時から主力投手として活躍し、新人王に輝く。2000年には最多勝投手となるなど、現代の4度の韓国シリーズ優勝に貢献。ヒーローズ移籍後は故障に悩まされ思うように活躍できず、2012年限りで現役引退。2013年よりネクセンのブルペンコーチをつとめたが、2014年より高陽ワンダーズで現役に復帰。
沈秀昌（シム・スチャン、2011-2013）
2011年7月、トレードでLGから移籍してきたが、その時すでに17連敗と韓国プロ野球の個人通算投手連敗記録を更新中であった。移籍後の翌8月に連敗を18で止め約2年ぶりの勝利をあげた。だが2012年以降未勝利で、2013年シーズンオフ2次ドラフトでロッテへ移籍。
張珉碩（チャン・ミンソク、2008-2013）
現代時代は投手だったが、ヒーローズ移籍後は外野手に転向し俊足好打の選手としてレギュラーとなった。2013年シーズンオフ、トレードで斗山に移籍。ネクセン時代までの名前は「張岐英（チャン・ギヨン）」。
呉在一（オ・ジェイル、2008-2012）
現サムスン・ライオンズ。
金炳賢（キム・ビョンヒョン、2012-2014）
元東北楽天ゴールデンイーグルス。元メジャーリーガーとして活躍が期待されたがそれに応えられず、2014年4月、起亜へとトレードされた。
ブランドン・ナイト（2011-2014）
元福岡ダイエーホークス、北海道日本ハムファイターズ。先発投手として活躍。2016年にネクセンの二軍投手コーチに、2017年7月に一軍投手コーチ就任。
宋志晩（ソン・ジマン、2008-2014）
長打力と俊足を兼ね備えた外野手として活躍。キャプテンも務めた。
ヴィニー・ロッティーノ（2014）
元オリックス・バファローズ。
ヘンリー・ソーサ（2014年）
孫勝洛（ソン・スンラク、2010-2015）
FAでロッテに移籍。2019年シーズン限りで現役引退。
柳漢俊（ユ・ハンジュン、2010-2015）
2004年現代へ入団。2008年の球団創設時は軍へ入隊していた。2010年より復帰、主力外野手として活躍。2015年オフシーズン、FAでKTへ移籍。
李政勳（イ・ジョンフン、2011-2016）
2013年のブルペンの主力。ロッテから高源浚とのトレードで入団し、2016年に引退。
ブラッド・スナイダー（2015）
LGからの移籍で2015年に入団するも同年限りで退団。
ライアン・フィアベンド（2015-2016）
2016年シーズン途中にKTウィズに放出される。
ロバート・コエロ（2016）
先発として期待されるがわずか半年で戦力外になり退団。
ショーン・オサリバン（2017）
2017年に入団するも1勝もできずに退団。
金勢玹（キム・セヒョン、2008-2017）
現代時代から在籍していたが、柳在信とともにトレードで起亜へ移籍した。
アンディ・バンヘッケン（2012-2015,2016-2017）
元埼玉西武ライオンズ。
エスミル・ロジャース（2018）
マイケル・チョイス（2017-2018）
ダニー・ドンの代役として入団。李承燁の引退試合では3連続本塁打を記録。
エリック・ハッカー（2018）
シーズン途中に加入し、先発として5勝。
金旼成（キム・ミンソン、2010-2018）
強打の内野手だったが、FAでLGツインズに移籍した。
ジェリー・サンズ（2018-2019）
元阪神タイガース。
テイラー・モッター（2020）
ユーティリティプレーヤーとして期待され入団するも5月5日のシーズン開幕から1か月足らずの5月下旬にウェーバー公示された。
李宅根（2008-2009、2012 - 2020）
現代時代から主軸として活躍していたが、後輩への暴力や球団との対立などトラブルの多い選手だった。
金河成（キム・ハソン、2014 - 2020）
現サンディエゴ・パドレス。
ジョシュ・スミス（2021）
デビッド・フレイタス (2021)
捕手登録だがほとんど一塁手として出場していた。6月に退団。
徐建昌（ソ・ゴンチャン、2012 - 2021）
2014年にKBOリーグ史上初のシーズン200安打以上達成。9年半在籍した後、古巣のLGにトレードで復帰した。
ジェイク・ブリガム (2017 - 2020,2021)
元東北楽天ゴールデンイーグルス。
呉周原（オ・ジュウォン、2009 - 2021）
現代時代から活動し、ヒーローズ一筋でプレーしたフランチャイズスター。
朴炳鎬（パク・ビョンホ、2011 - 2015,2018 - 2021）
2016年から2017年までミネソタ・ツインズ所属だった。現KTウィズ。
ウィル・クレイグ（2021）
タイラー・エップラー (2022)
元オリックス・バファローズ。
韓賢熙（ハン・ヒョンヒ、2012 - 2022）
先発、ブルペン共に活躍。2022年シーズン後にFAでロッテに移籍。
エリック・ヨキシュ (2019 - 2023)
アディソン・ラッセル (2020,2023)
卞視援 (2023)
金俊完 (2022 - 2023)
李政厚 (2017 - 2023)
現サンフランシスコ・ジャイアンツ。
李知栄 (2019 - 2023)
現SSGランダース。
アリエル・フラード (2023 - 2024)
ロニー・ドーソン (2023 - 2024)
金慧成 (2017 - 2024)
現ロサンゼルス・ドジャース。
文聖現 (2010 - 2024)
ヤシエル・プイグ (2022, 2025)
ストーン・ギャレット (2025)
ケニー・ローゼンバーグ (2025)

### 在日韓国人・外国人コーチ
宮本好宣（2015）
元日本ハムファイターズ。
シェーン・スペンサー（2016 - 2019）
元阪神タイガース。
ブランドン・ナイト（2016 - 2020）
元福岡ダイエーホークス、北海道日本ハムファイターズ。
アダム・ドナキー（2016）